# Federazione Italiana Scala 40
La Federazione Italiana Scala 40 e varianti, meglio nota con l'acronimo FISCA, è l'organo ufficiale, in Italia, preposto alla diffusione del gioco della Scala 40, nonché alla regolazione e uniformazione delle diverse interpretazioni delle regole che ruotano attorno al noto gioco di carte, grazie alla pubblicazione del regolamento ufficiale e del codice di gara da rispettare nei tornei.

## Statuto e organi federali
La Federazione Italiana Scala 40 e varianti nasce il 15 settembre 2010, con sede legale a Roma, e svolge la sua attività su tutto il territorio nazionale.
È costituita dalle società ed enti ad essa affiliati che - senza alcun fine lucrativo - praticano lo sport e il gioco della Scala 40, mirando al tempo stesso a divulgare la conoscenza del tradizionale gioco di carte.
La Federazione riconosce e persegue i principi fondamentali della Carta Olimpica, ponendosi come obiettivo quello di unire la pratica dello sport e del gioco della Scala 40 alla formazione di una cultura sociale, che intende formare atleti non solo dal punto di vista sportivo, ma anche dal punto di vista educativo; la pratica e la diffusione della Scala 40 sono inscindibili, per la Federazione, dal principio di lealtà e di tutti i principi etici fondamentali che sottostanno alla dignità umana.
La Federazione Italiana scala 40 e varianti è costituita dai seguenti organi federali: Presidente, Vice Presidente, Segretario, Tesoriere.

## Regolamento e codice di gara
Lo scopo di uniformare le diverse e numerose varianti locali del gioco di carte della Scala 40 è raggiunto dalla Federazione grazie alla recente pubblicazione del primo regolamento ufficiale di gioco.
Tale regolamento è suddiviso in articoli, che vanno dalla definizione dei mazzi da gioco, alla distribuzione delle carte, passando poi ad esaminare le diverse fasi di gioco (pesca, apertura, calata di giochi o attacco, scarto), arrivando infine a fornire regole per la definizione delle condizioni di vittoria, di chiusura della partita e per il calcolo dei punteggi. Chiude il regolamento ufficiale una sezione sulle varianti praticabili dello sport e del gioco della Scala 40 (apertura con scarto, chiusura "in mano", apertura senza jolly).
Il codice di gara, invece, intende definire il regolamento da rispettare e i comportamenti da tenere durante lo svolgimento di un torneo che voglia avere veste di ufficialità grazie all'osservamento del regolamento della Federazione. Il codice di gara definisce le varie tipologie di gara, le regole sul posizionamento dei giocatori, sul tempo massimo dei turni di gioco o sui ritardi ai tavoli da gioco.

## Tornei
La Federazione si offre di pubblicizzare e sponsorizzare i tornei di Scala 40 segnalati e organizzati in territorio italiano, investendoli di ufficialità, e permettendo di adottare il regolamento e il codice di gara pubblicati dalla Federazione.

## Arbitri
La Federazione Italiana Scala 40 e varianti offre la possibilità di avvalersi di un giudice di gara iscritto all'Albo arbitrale della Federazione, che vigili sull'andamento di un torneo ufficiale, e che assicuri il rispetto del regolamento e del codice di gara. È prevista l'iscrizione all'Albo per i giocatori di pluriennale e comprovata esperienza.

## Affiliazioni e Tesseramenti
La Federazione prevede la possibilità, per i circoli o e associazioni dello sport e gioco di carte della Scala 40, di affiliarsi alla Federazione, con la facoltà di organizzare tornei e corsi di Scala 40 impiegando il regolamento ufficiale della Federazione, e impegnandosi al contempo a farlo rispettare; i soci affiliati possono inoltre partecipare all'assemblea per la nomina degli organi federali della Federazione.
I tesseramenti dei privati alla Federazione Italiana Scala 40 e varianti verranno aperti in futuro.